# Commodore SX-64

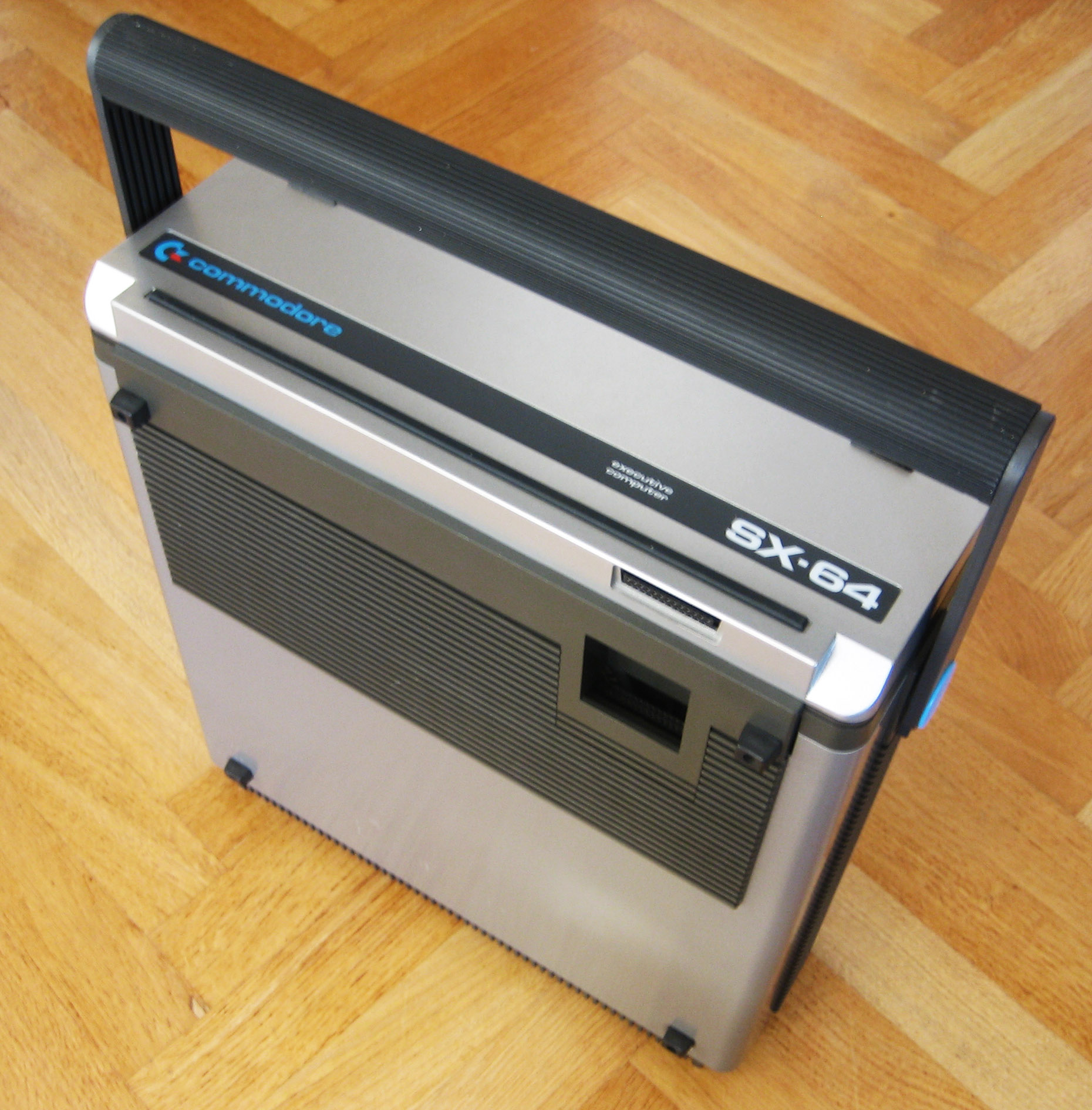
SX-64 i bärbart läge

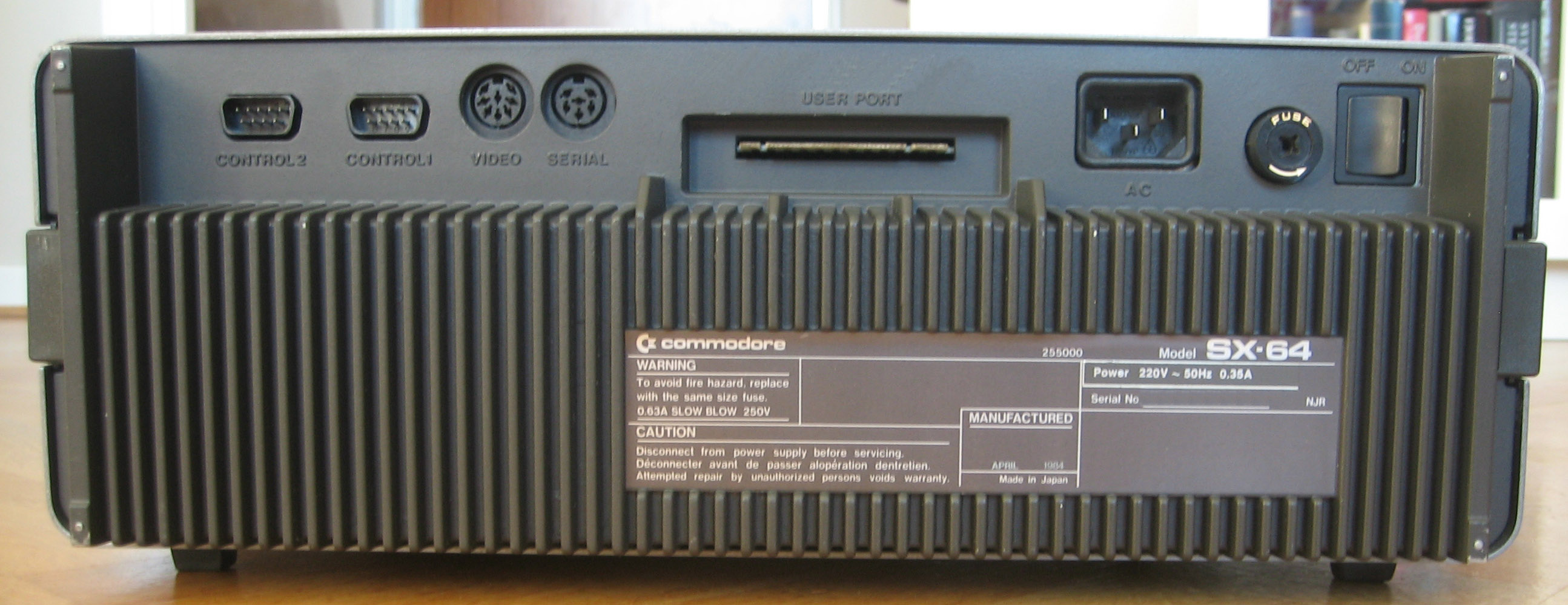
SX-64:ans baksida

Commodore SX-64, också känd som Executive 64 eller VIP-64 i Europa, är en bärbar dator, i detta fallet som en mindre resväska. Datorn är en bärbar version av den populära hemdatorn Commodore 64 och är världens första bärbara dator med full färgåtergivning.
I SX-64 finns en inbyggd 5" monitor (komposit) samt en 1541 diskettstation. Datorn väger 10,5kg (23 lb). Datorn bärs i sitt kraftiga handtag, som också fungerar som reglerbart datorstöd. SX-64 marknadsfördes i januari 1983 och släpptes ett år senare för $995.

## Beskrivning
Frånsett sina inbyggda tillbehör och sitt annorlunda utseende fanns det även en del andra skillnader mellan SX-64 och en vanlig C64. Bootskärmen ändrades till blå text mot vit bakgrund för ökad läsbarhet på den mindre skärmen. Detta medförde ibland kompatibilitetsproblem med program som förutsatte C64:s blå bakgrund. (Detta var dock lätt åtgärdat genom att användaren helt enkelt knappade in rätt BASIC PEEK och POKE-kommandon för att ändra skärmens färg samt markörfärg för att på så vis efterlikna C64:s standardfärg innan laddning av program.) Standardenheten för att ladda och spara data var den inbyggda diskettenheten. På grund av detta var Datasette-porten och RF-porten borttagna eftersom SX-64 hade inbyggd diskettstation och monitor. Detta medförde dock att datorn inte kunde använda en standard C64 Centronics skrivare med parallellportskontakt utan modifikation, eftersom detta gränssnitt använde en kontakt till Datasetteporten för att få spänningen +5V. Det var även vissa små förändringar på cartridgeporten, både spänningsmässigt och dess fysiska placering på enheten, vilket innebar vissa kompatibilitetsproblem med C64-cartridgear.
Precis som med C64 medförde originalströmförsörjningen att vissa tillbehör inte kunde användas. Senare modeller utrustades dock med en mer kraftfull strömförsörjning (se nedan).
Kompatibilitet med Commodore RAM Expansion Unit (REU) varierar. Tidiga datorer kan inte ge tillräckligt med ström för att REU skall fungera. Dessutom kan den toppmatade cartridgeporten hindra REU från att installeras ordentligt. Commodore 1700 och 1750, 128K och 512K-enheterna konstruerade för C128 fungerar dock bättre med SX-64 än Commodore 1764, som var byggd för en vanlig C64. Användare av SX-64 har emellertid ändrat Commodore REU så att den använder en extern strömkälla för att få den att fungera.
En utökad version av SX-64 med dubbla diskettstationer, känd som DX-64, annonserade och ett fåtal har rapporterats som existerande, men är ytterst sällsynta. En version med en monokrom monitor, kallad SX-100 annonserades, men släpptes aldrig.

## Historia
SX-64 sålde dåligt. Förklaringar till detta var bland annat enhetens minimala monitor, enhetens tyngd, dålig marknadsföring och ett mindre utbud av affärsmjukvara än konkurrenterna Osborne 1 (Zilog Z80 CPU, CP/M OS) och Compaq Portable (16-bit CPU, MS-DOS). Dessutom var Osborne- och Compaq-datorerna snabbare, och i fallet Osborne jämförbar i pris.
Det exakta antalet SX-64 som såldes mellan 1984 och 1986, då enheten slutade produceras, är okänt. Löpnummerdatabasen på SX64 Dot Net har samlat in över 130 SX-64:or från serierna GA1, GA2, GA4, GA5 and GA6, med löpnummer upp mot 49 000 för serie GA1, 1 000 för GA2, 17 000 för GA4, 11 000 för GA5 och 7 000 för GA6.
Många som ville köpa en SX-64 väntade på DX-64, vilken inte blev tillräckligt tillgänglig på grund av fallande försäljningssiffror för SX-64, vilket skapade ett Moment 22. Datorn fick dock ett antal entusiaster, bland annat bland user groups och mjukvaruutvecklare, som snabbt kunde installera datorn och visa upp sin mjukvara.

## Teknisk prestanda
Precis som Commodore 64, förutom följande:
- Inbyggd 170 kB 5¼" diskettstation (intern version av Commodore 1541)
- Inbyggd monitor: 5" (127 mm) komposit färgmonitor (CRT)
- Tangentbord: Separat, kopplad till enheten via specifik kabel
- Cartridgeport: Placerad på enhetens ovansida, med två vikbara portskydd i plast. Cartridgearna sätts in vertikalt (vs horisontellt på C64:s baksida)
- I/O-kontakter:
  - Inget Commodore Datasette-gränssnitt
  - Ingen RF-modulator och utgång
  - Icke-standard 25-pinnars tangentbordskontakt under höger undersida.
  - Standard trepinnars AC-koppling (vs C64 DIN till transformator)
- Strömförsörjning: Intern strömförsörjning och transformator (vs extern C64 transformator)
- Extra: Diskettlagringsfack ovanför diskettstationen